# Stade Correcaminos
Le stade Correcaminos est un stade de football du Salvador.